# Síndrome de hipoventilación y obesidad
El síndrome de hipoventilación y obesidad, es una afección en la que las personas con sobrepeso severo no pueden respirar lo suficientemente rápida o profundamente, lo que resulta en niveles bajos de oxígeno y niveles altos de dióxido de carbono (CO2) en la sangre. El síndrome a menudo se asocia con la apnea obstructiva del sueño (AOS), que causa períodos de ausencia o reducción de la respiración durante el sueño, lo que resulta en muchos despertares parciales durante la noche y somnolencia durante el día. La enfermedad ejerce presión sobre el corazón, lo que puede provocar insuficiencia cardíaca e hinchazón de las piernas.
El síndrome de hipoventilación por obesidad se define como la combinación de obesidad y un aumento del nivel de dióxido de carbono en la sangre durante el día que no se puede atribuir a otra causa de respiración excesivamente lenta o superficial.
El tratamiento más efectivo es la pérdida de peso, pero es posible que se requiera cirugía bariátrica para lograrlo. Por lo general, se requiere una pérdida de peso de 25 a 30 % para resolver el trastorno.[3] El otro tratamiento de primera línea es la presión positiva no invasiva en las vías respiratorias (PAP), generalmente en forma de presión positiva continua en las vías respiratorias (CPAP) por la noche. La enfermedad se conoció inicialmente en la década de 1950, como "síndrome de Pickwick" en referencia al personaje dickensiano.

## Características
Las tres características principales del SHO son: 
1. la obesidad (índice de masa corporal mayor de 30)
2. la hipoventilación diurna (la dificultad para eliminar el dióxido de carbono); y
3. un trastorno respiratorio del sueño (como el síndrome de apnea obstructiva del sueño).

El SHO también se conoce como el síndrome de Pickwick, porque las personas con SHO pueden tener síntomas como los que describe Charles Dickens en su primera novela, Los papeles póstumos del Club Pickwick.